# Port lotniczy Rafha
Port lotniczy Rafha (IATA: RAH, ICAO: OERF) – port lotniczy położony w Rafha, w Północnej Prowincji Granicznej, w Arabii Saudyjskiej.

## Linie lotnicze i połączenia
| Linia Lotnicza | Kierunek           |
| -------------- | ------------------ |
| Nesma Airlines | 1. Hail            |
| Saudia         | 1. Dżudda 2. Rijad |